# Andrija Hebrang (Politiker, 1946)

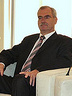
Andrija Hebrang

Andrija Hebrang (ˈandrija ˈxebraŋk; * 27. Januar 1946 in Belgrad, Jugoslawien) ist ein kroatischer Politiker, Mediziner und Professor an der medizinischen Fakultät in Zagreb.

## Leben
Andrija Hebrang wurde 1946 als Sohn des gleichnamigen kroatisch-jugoslawischen Politikers Andrija Hebrang geboren. Sein Vater wurde 1948 nach dem Bruch zwischen Stalin und Tito durch das Regime aus dem politischen Leben entfernt und anschließend inhaftiert; er beging nach Darstellung des Regimes im Gefängnis Suizid, wobei eine Ermordung wesentlich wahrscheinlicher erscheint. Die Mutter Andrija Hebrangs wurde nach dem Tod des Vaters zu zwölf Jahren Gefängnis verurteilt, da sie sich weigerte, gegen ihren Mann auszusagen. Die Familie war im Anschluss schweren Repressalien ausgesetzt und durfte den Familiennamen nicht mehr tragen.

## Wissenschaftliche Karriere
Hebrang schloss an der Universität Zagreb das Medizinstudium ab und erhielt den medizinischen Doktorgrad. Anschließend spezialisierte er sich auf die Bereiche medizinische Radiologie und Onkologie. Er veröffentlichte 140 Fachartikel, davon 34 im Ausland, und schrieb sechs Fachbücher. Neben zahlreichen Vorträgen auf verschiedenen Kongressen war er Gastprofessor an Universitäten in Deutschland und Amerika. Seit 1982 doziert er an der medizinischen Universität in Zagreb.

## Politische Karriere
Bis 1990 war Andrija Hebrang in keiner politischen Organisation tätig. Seit 1990 ist er Mitglied der konservativen HDZ. Während des Kroatienkriegs war er Gesundheitsminister und gehörte dem staatlichen Krisenstab an. Er war in dieser Zeit verantwortlich für alle humanitären und gesundheitlichen Fragen, einschließlich der Organisation der Versorgung für die zahlreichen Flüchtlinge. Einen Konvoi zur Evakuierung von 104 Verwundeten aus dem Krankenhaus in Vukovar während der Belagerung organisierte er persönlich. 
Ab 1996 war er Vizepräsident der HDZ während der ersten Regierung unter Franjo Tuđman, mit dem er sehr eng zusammenarbeitete. 1998 wurde er zum Verteidigungsminister berufen, zerstritt sich jedoch kurze Zeit später mit der Regierungsspitze und gab alle Ämter, einschließlich des Parlamentsmandats, auf und zog sich für die Dauer von vier Jahren aus dem politischen Leben zurück. Erst auf Bitte des späteren Regierungschefs Ivo Sanader (HDZ) kehrte er im Jahr 2002 in die Politik zurück und half diesem im Wahlkampf im gleichen Jahr. Nach dem Wahlerfolg der HDZ wurde er Vizepräsident der Regierung für Wirtschaft und Gesundheitsminister. Aktuell ist Andrija Hebrang Vizepräsident der HDZ.
Hebrang war bei der Präsidentschaftswahl im Dezember 2009 Kandidat der HDZ, erreichte im ersten Wahlgang mit gut 12 Prozent der Stimmen den dritten Platz und zog damit nicht in die Stichwahl ein.